# Cristóbal Colón, Jiquipilas
Cristóbal Colón är en ort i Mexiko.   Den ligger i kommunen Jiquipilas och delstaten Chiapas, i den sydöstra delen av landet, 700 km sydost om huvudstaden Mexico City. Cristóbal Colón ligger 563 meter över havet och antalet invånare är 750.
Terrängen runt Cristóbal Colón är kuperad åt sydväst, men åt nordost är den platt. Runt Cristóbal Colón är det ganska glesbefolkat, med 34 invånare per kvadratkilometer. Närmaste större samhälle är Cintalapa de Figueroa, 18,5 km nordväst om Cristóbal Colón. I omgivningarna runt Cristóbal Colón växer huvudsakligen savannskog.